# 白一彤
白 一彤（はく いっとう、バイ・イートン、1989年12月16日 - ）は中華人民共和国の政治家。2009年より陝西省楡林市清澗県高杰村の村民委員会主任（村長）を務める。女子大生村長として中国では有名である。

## 概要
2008年秋に高杰村民委員会主任選挙は候補者4人が対立し過半数を獲得する候補者がなかなか現れず、5回目の投票となった2009年1月14日にが父の薦めで突如立候補。「道路の舗装」「酒造工場の誘致」などの公約を掲げ清新なイメージから9割以上の得票を得て圧勝
高杰村は一番近い飛行場まで車で7時間の山奥にある人口1000人の村である。

### 人物
同村で出生。生後七ヶ月で省都の西安市に転居。そのため高杰村での生活はほとんどなかった。現在は安康学院大学二年生。